# Alphonse Favier

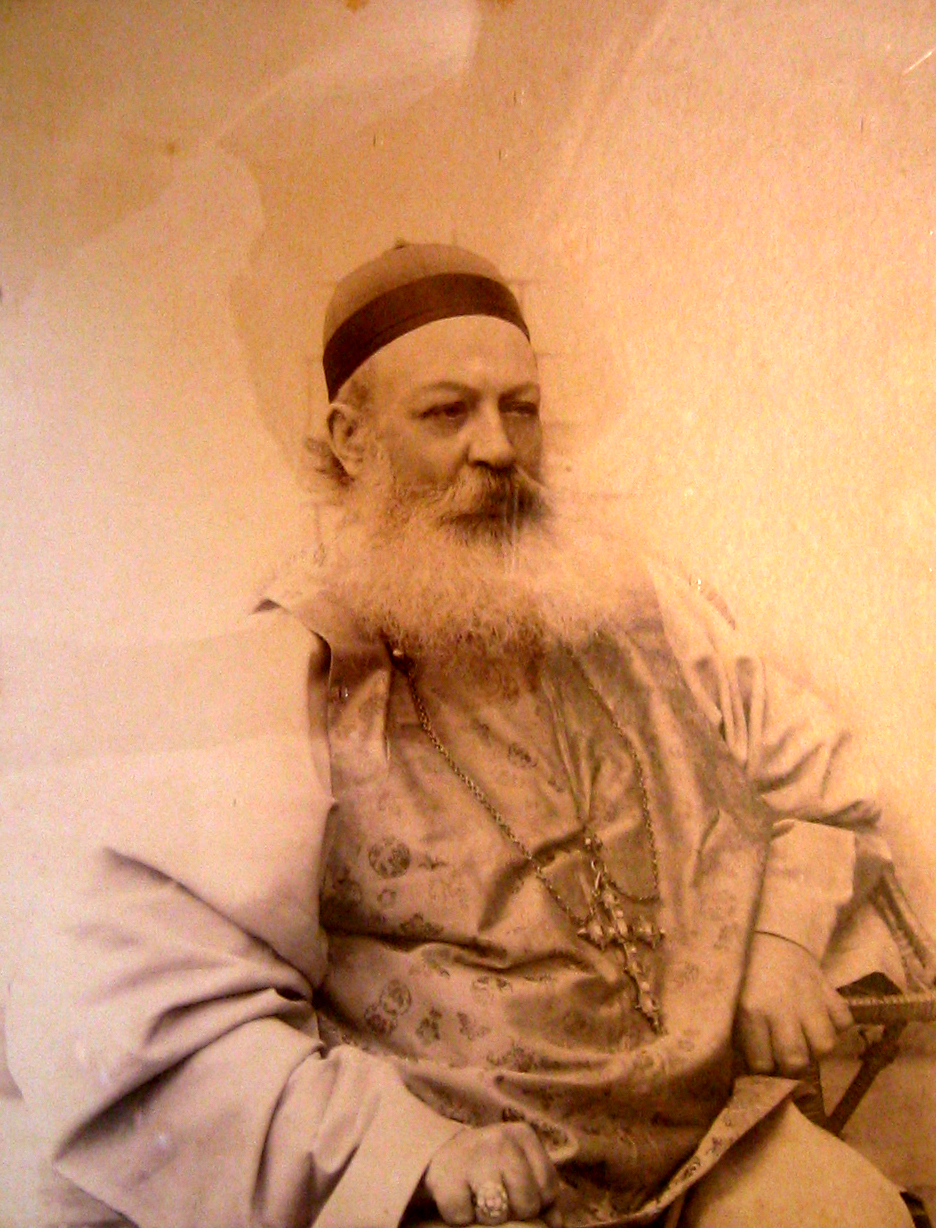
Alphonse Favier.

Pierre-Marie-Alphonse Favier-Duperron, född den 22 september 1837 i Marsannay-la-Côte (departementet Côte-d’Or), död den 4 april 1905 i Peking, var en fransk prelat.
Favier studerade vid prästseminariet i Dijon, inträdde i lazaristernas orden och sändes 1862 som missionär till Kina. Där lärde han sig fort språket, anlade kinesisk dräkt och skaffade sig grundlig kännedom om folkets vanor. På samma gång som han bedrev en framgångsrik verksamhet som missionär, var han ett ovärderligt stöd för de franska intressena, vartill hans förbindelser med kinesiska hovet kraftigt bidrog. Särskilt stod han i gunst hos kejsarinnan, som gjorde honom till mandarin av högsta rangklassen. Favier, som 1899 blivit biskop i Peking, förutsåg tidigt det kommande boxarupproret, för vilket han varnade makternas representanter, och försvarade sig med hjälp av blott 30 marinsoldater under detsamma hjältemodigt två månader 1901 i Pei-tang, där flera tusen personer, bland dem många kristna kineser med kvinnor och barn, sökt skydd undan upproret. Genom Faviers verksamhet upprättades i Kina flera läroanstalter och kristna kyrkor. Han utövade där också en omfattande välgörenhet.